# Chiesa dei Santi Giovanni
La chiesa dei Santi Giovanni (in spagnolo Iglesia Parroquial de los Santos Juanes, conosciuta anche come San Juan del Mercado) edificio di culto cattolico in stile barocco di Valencia nei pressi del Mercado Central e della Loggia della Seta.

## Storia
Dopo la Reconquista del 1238 a Valencia si iniziò la costruzione di numerosi edifici di culto, tra cui la chiesa dei Santi Giovanni di cui la prima notizia risale al 1240. In seguito a un incendio scoppiato nel 1362 la chiesa fu ricostruita secondo lo stile gotico valenciano. Tra il 1693 e 1702 la chiesa viene ricostruita secondo il gusto barocco da Vicente García e il soffitto viene decorato dagli affreschi di Antonio Palomino. Tra il 1782 e il 1786 Joaquín Martínez aggiunse elementi in stile neoclassico e José Vergara affrescò parte della chiesa, opere poi danneggiate durante la guerra civile spagnola.